# Piotr Neradovski
Piotr Ivanovitch Neradovski (Пётр Иванович Нерадовский), parfois translittéré Niéradovsky, né en 1875 et mort en 1962, est un peintre, aquarelliste, graphiste, conservateur et historien de l'art russe.

## Biographie
Il est le fils du peintre Ivan Diomidovitch Neradovski (1837-1881). Il étudie à l'École de peinture, de sculpture et d'architecture de Moscou (1888-1896) auprès de Korovine et Pasternak, puis à l'Académie impériale des arts de Saint-Pétersbourg (1896-1903) auprès de Répine.
Il expose à partir de 1890; participant à diverses expositions de sociétés artistiques comme: La Nouvelle Société des artistes («Новое общество художников», 1903-1917), Mir Iskousstva, 1922, 1924), Couleur-Feu («Жар-цвет», 1925), La Communauté des artistes («Община художников», 1925), Les Quatre Arts («Четыре искусства», 1928). Il voyage en 1911 en Autriche, Italie, France et Allemagne. En 1914, il devient membre de l'Académie impériale des arts.
En 1909, Neradovski devient conservateur du département des peintures du musée Russe de Saint-Pétersbourg; en 1912-1929, il est directeur de ce département et entre 1929 et 1932, membre du conseil du musée. Il supervise la replanification scientifique de l'exposition des peintures et le catalogage de la collection d'art du musée. Il prépare l'exposition anniversaire de Répine de 1925-1926, comme en témoignent la lettre de Tchoukovski à Répine:« …il a arrangé avec justesse la distribution de vos toiles pour la prochaine exposition Répine. Il le fait excellemment, avec beaucoup de goût et de tact, « à la Pétersbourgeoise ». Vous auriez dû regarder comment les peintures d'Ivanov (études reçues de Botkine) sont accrochées. Comment les peintures de Brioullov sont magnifiquement réparties dans une pièce séparée ! Et Venetsianov ! Borovikovski ! Il dit qu'au contraire à Moscou, à l'exposition Répine, vos peintures sont accrochées dans une poubelle; une exposition confuse, en quelque sorte ... ».
Dans les années 1920, il travaille aussi pour le musée de l'Ermitage, la Galerie Tretiakov (1925-1928) et pour l'Académie d'histoire de la culture matérialiste. En 1921-1928, Neradovski préside la comité de la société pour l'encouragement des arts. Il entre en 1929 à la société des peintres.
Il est arrêté deux fois dans la périodes des grandes purges staliniennes sous de fausses accusations. Il est arrêté une première fois le 9 octobre 1933 dans l'affaire dite « des Slavistes » et le 2 avril 1934 il est condamné à trois ans d'emprisonnement dans un camp et envoyé au Goulag; il en est libéré le 29 janvier 1936. Au printemps 1938, il est arrêté pour « agitation antisoviétique » et condamné par le tribunal le 4 juin suivant à huit ans de camp. Il est libéré en pleine guerre, le 15 janvier 1943. Entre ses deux périodes de camp (1935-1938), il vit à Taroussa et y retourne en 1943. Par la suite, il travaille au musée d'histoire et d'art de Zagorsk et aux ateliers centraux de restauration d'œuvres d'art (1944-1952).
Neradovski a peint des portraits, des paysages, des compositions de genre, des esquisses de signes de livres et a fait des lithographies. Il est aussi l'auteur de portraits au crayon comme Léon Tolstoï au piano (1895), K.M. Somov (1921), Ilia Ostrooukhov (1933), ou I.S. Krouglikova (1933). À la fin de l'année 1925, Tchoukovski écrit à Répine: «P. I. Nedarovski est terriblement occupé: il fait (semble-t-il au pastel) des portraits de nos académiciens.»; il laisse aussi des paysages à l'aquarelle et au crayon, surtout de Crimée, de Zagorsk et de Pereslavl-Zalesski.
Une exposition personnelle des œuvres de Neradovski se tient en 1955 à Moscou. Ses travaux sont conservés dans plusieurs musées, dont la Galerie Tretiakov, le musée Russe, le musée Pouchkine. L'on peut voir à la Galerie de peintures de Pskov son Portrait d'un enfant (1903).
Neradovski est l'auteur de plusieurs ouvrages scientifiques sur la peinture ancienne russe et d'un livre de Mémoires intitulé De la vie d'un artiste («Из жизни художника»).
Il meurt le 20 décembre 1962. Il est enterré à Moscou au cimetière Danilov (29e div.) près de la tombe d'Ilia Ostrooukhov.
En 2001, une conférence a lieu au musée Russe intitulée Conférences Nedarovski consacrée aux problèmes de conservation et de restauration des œuvres du musée.